# Polyzosteria aenea
Polyzosteria aenea är en kackerlacksart som beskrevs av Hermann Burmeister 1838. Polyzosteria aenea ingår i släktet Polyzosteria och familjen storkackerlackor. Inga underarter finns listade i Catalogue of Life.